# Президентские выборы в Болгарии (2006)
Президентские выборы в Болгарии 2006 года проходили в два тура 22 и 29 октября. Президент Болгарии Георгий Пырванов был переизбран на второй и последний срок. 

## Предвыборная обстановка
К моменту выборов некоторые правые партии оказались неспособны выдвинуть Недельчо Беронова в качестве единого кандидата. В июле 2006 года премьер-министр и глава Социалистической партии Сергей Станишев поддержал президента Георгия Пырванова в выдвижении на второй срок и он официально объявил о желании стать кандидатом 25 августа 2006 года. Кроме этого, он был поддержан партнёрами по тройственной парламентской коалиции Национальным движением за стабильность и подъём и Движением за права и свободы.

## Результаты
Результаты президентских выборов в Болгарии 2006 года:
| Кандидат         | Партия                               | 1 тур             | 1 тур    | 2 тур             | 2 тур    |
| Кандидат         | Партия                               | Голоса            | %        | Голоса            | %        |
| ---------------- | ------------------------------------ | ----------------- | -------- | ----------------- | -------- |
| Георгий Пырванов | Социалистическая партия              | 1 780 119         | 64,047%  | 2 050 488         | 75,948%  |
| Волен Сидеров    | Атака                                | 597 175           | 21,486%  | 649 387           | 24,052%  |
| Недельчо Беронов | Союз демократических сил             | 271 078           | 9,753%   |                   |          |
| Георги Марков    | Порядок, законность и справедливость | 75 478            | 2,716%   |                   |          |
| Петар Берон      | Инициативный комитет                 | 21 812            | 0,785%   |                   |          |
| Григор Велев     | Единая Болгария                      | 19 857            | 0,714%   |                   |          |
| Любен Петров     | Инициативный комитет                 | 13,854            | 0.498%   |                   |          |
| Всего / участие  | Всего / участие                      | 2 856 734 (44,3%) | 100,000% | 2 757 441 (42,8%) | 100,000% |